# Brasserie Goudale
La Brasserie Goudale és una cerveseria francesa situada a Arques, al departament del Pas de Calais.

## Històric
El 1919 a Douai (departament del Nord), quatre cerveseries es van unir per formar La grande brasserie des enfants de Gayant. La cervesa Celta sense alcohol es va llançar el 1970, Goudale el 1994. El seu nom és un homenatge al símbol de la ciutat, el gegant Gayant.
El canvi de nom es va produir l'any 1995. L'any 2001, la cerveseria Gayant va prendre el control de la Brasserie Jeanne d'Arc, situada a Ronchin, que produeix les cerveses Triple Secret des Moines, Grain d'Orge, Ambrée des Flandres, Septante 5 i Belzébuth. Rebatejada l'any següent com a Brasserie Grain d'Orge, es va tancar el 2005 i la producció es va traslladar a Douai.
L'any 2010, la família Aubreby, propietària de la cerveseria des de 1955, la va vendre a André Pecqueur, propietari de la Brasserie de Saint-Omer.
El lloc de producció es va traslladar a Arques el 2017 per apropar-se al de la Brasserie de Saint-Omer, va prendre el nom de Brasserie Goudale.

## Cerveses
| Nom                | Tipus                        | Grau | Mides                                                             |
| ------------------ | ---------------------------- | ---- | ----------------------------------------------------------------- |
| La Goudale         | Cervesa rossa                | 7.2  | 25cl 33cl 75cl                                                    |
| Saint-Landelin     | Cervesa rossa                | 5.9  | Ampolla de 25 i 75 cl                                             |
| Bière du désert    | cervesa forta                | 12   | Ampolla de 33 cl Pack de 3x33cl                                   |
| cervesa del desert | Cervesa rossa                | 7.2  | 3x33 cl                                                           |
| Amadeus            | Blanc                        | 4.5  | Caixa de 50 cl Ampolla de 75 cl                                   |
| Tequieros          | Rossa amb tequila            | 5.6  | Ampolla de 33 cl paquet de 3 ampolles de 33 cl                    |
| La Dèmon           | rossa forta                  | 8.5  | Caixa de 50 cl                                                    |
| Goldenberg         | Especial Rossa               | 5.9  | 33 cl                                                             |
| Brune artisanale   | Morena especial              | 6.4  | Caixa de 33 cl o 50 cl                                            |
| Celta              | Rossa o morena sense alcohol | <1   | Ampolla d'1 litre Pack de 6x25 cl (marró) Pack de 10x25 cl (rosa) |
| Saaz               | Rubia especial               | 5.2  | 33 cl Caixa d'alumini de 50 cl                                    |
| La Raoul           | Rossa de fermentació alta    | 7.2  | Ampolla de 33 i 75 cl                                             |

## Galeria

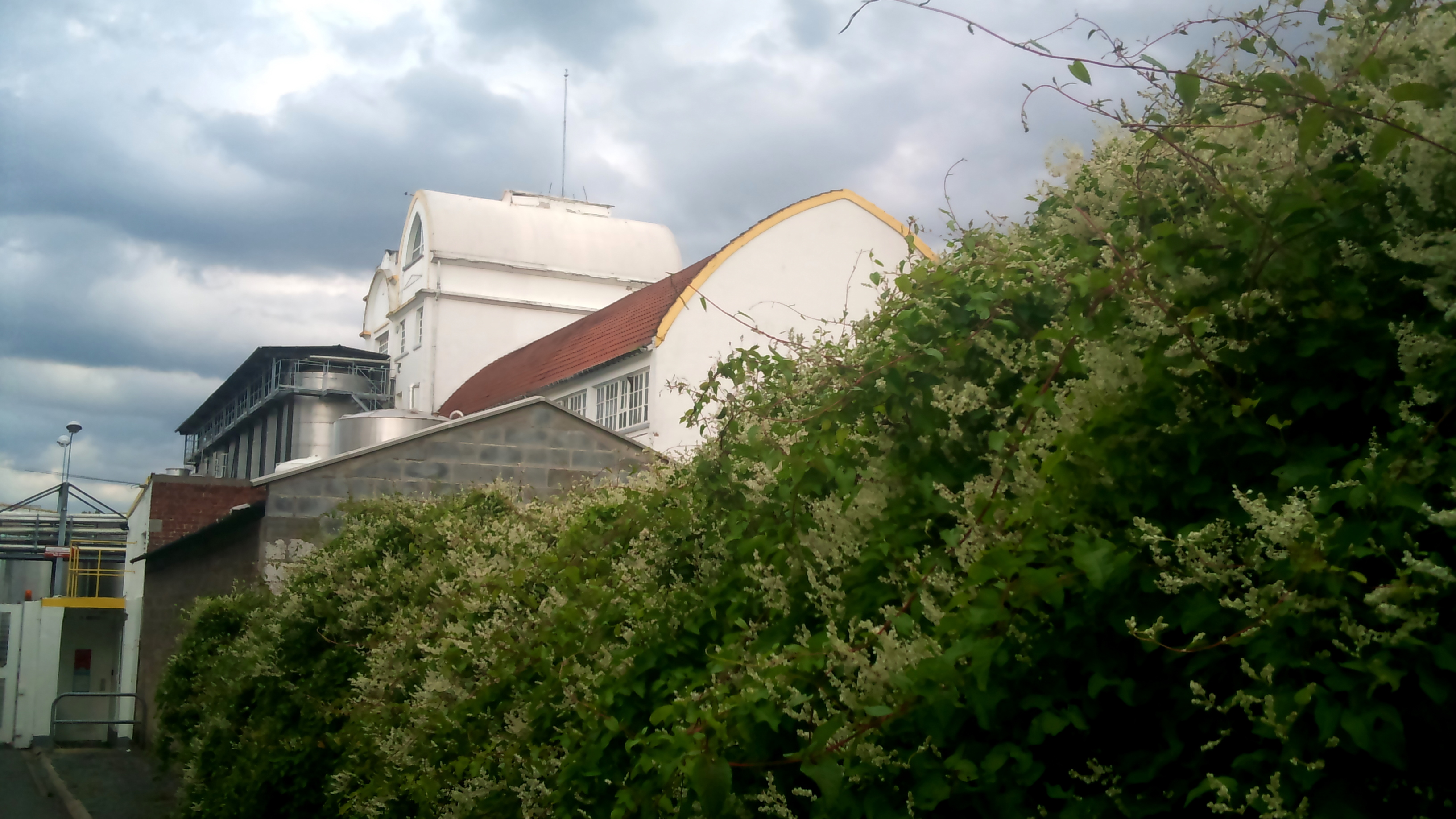
L'antiga cerveseria a Douai
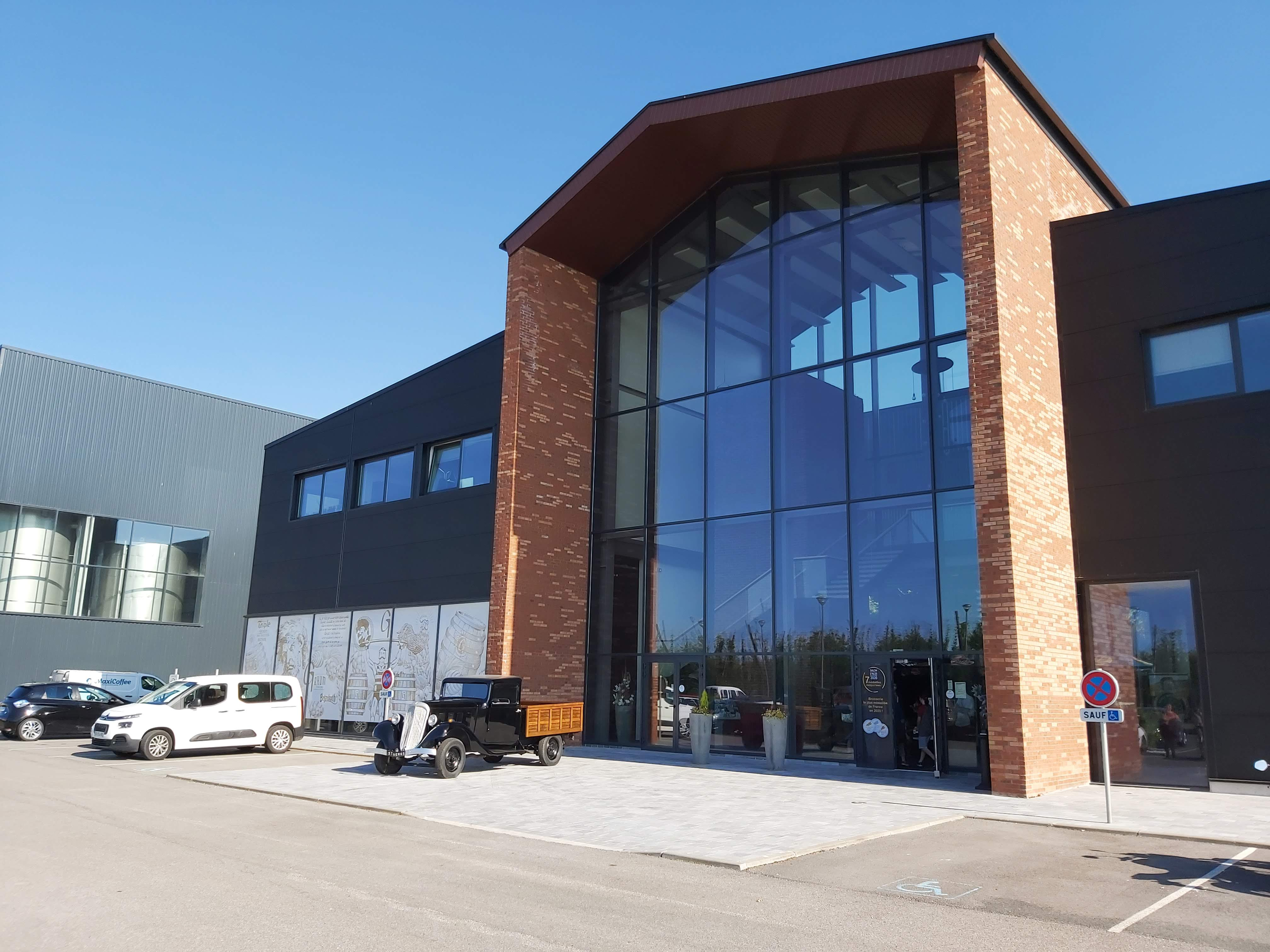
Brasserie Goudale any 2020
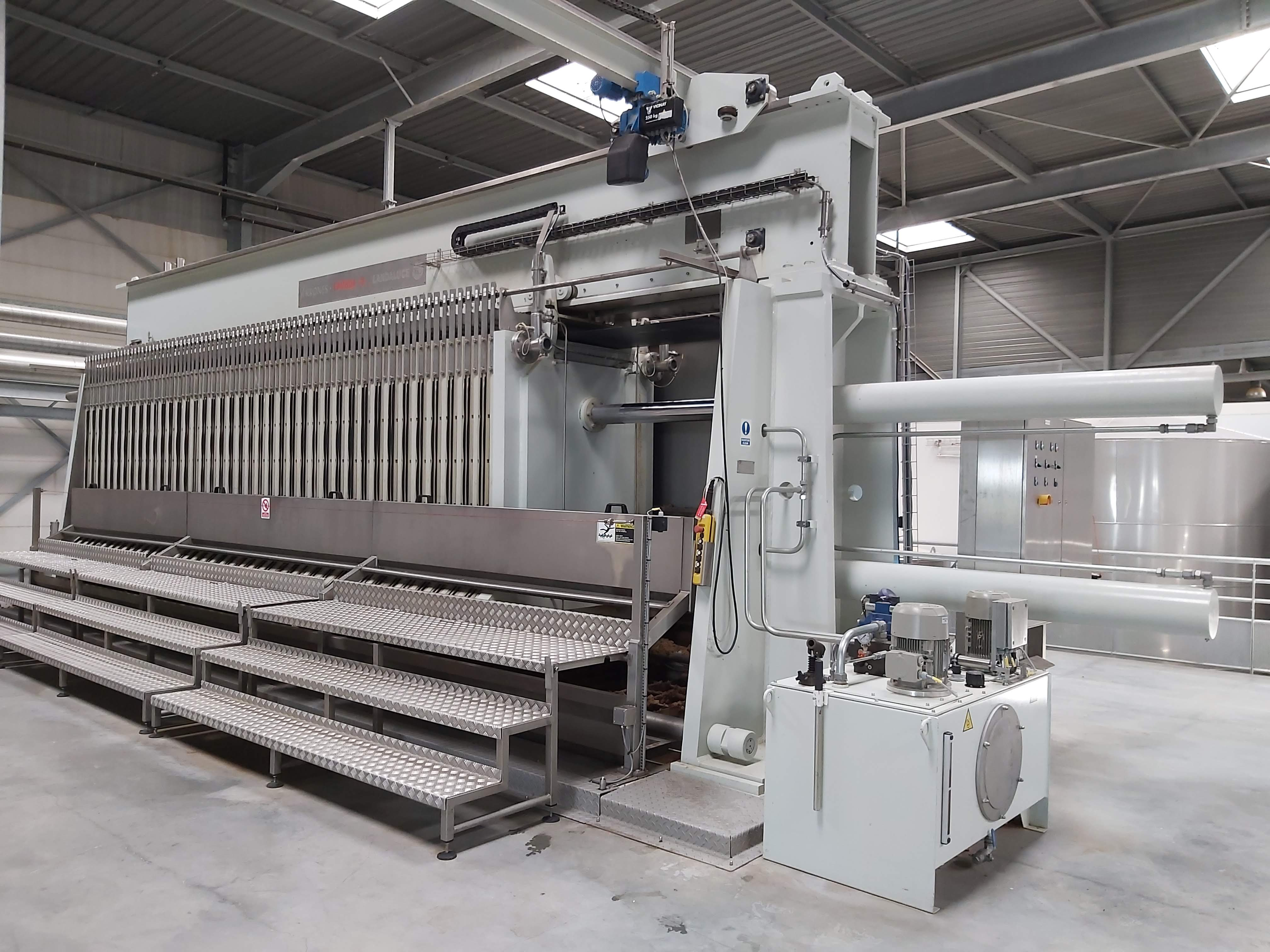
Interior
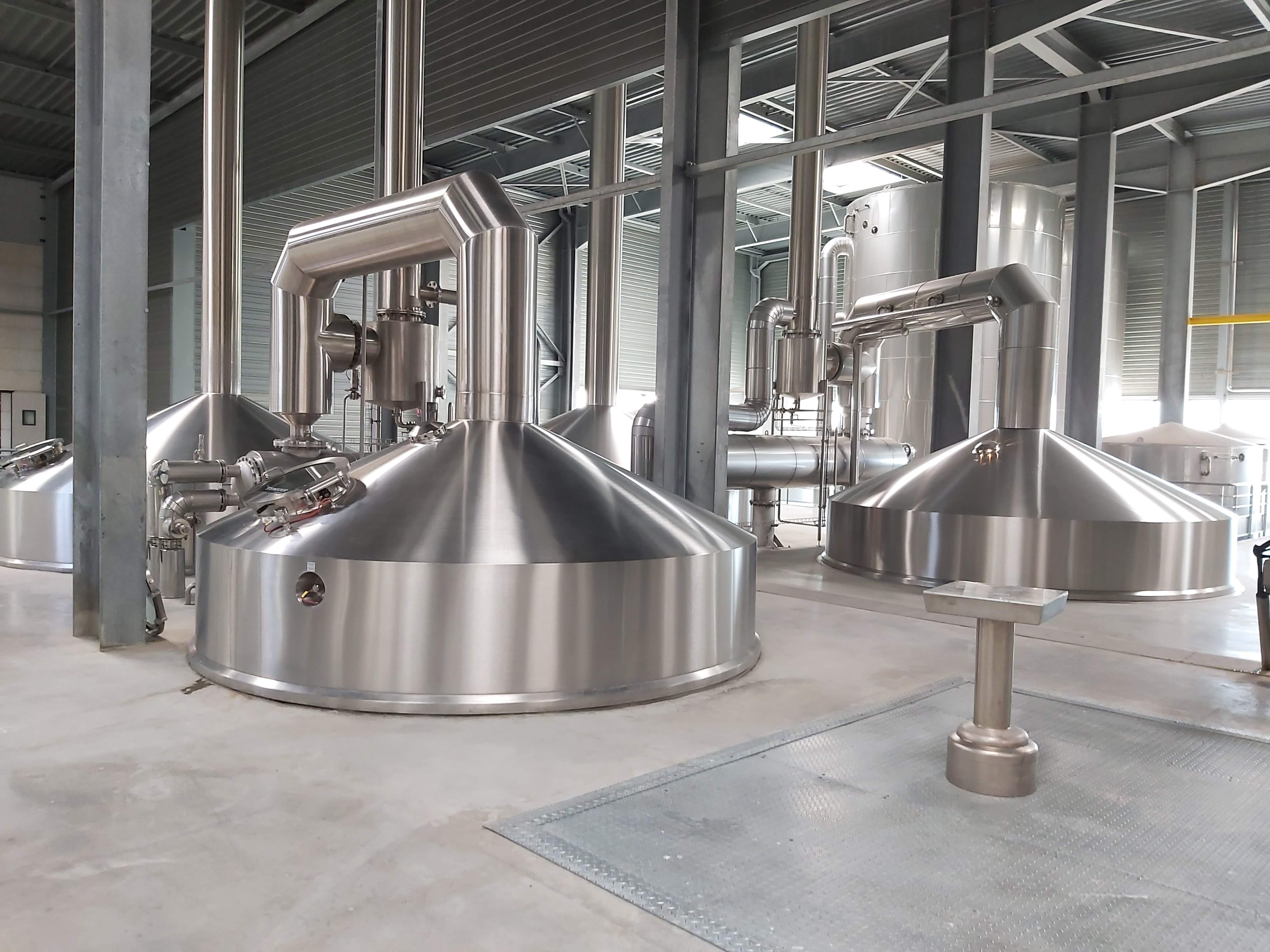
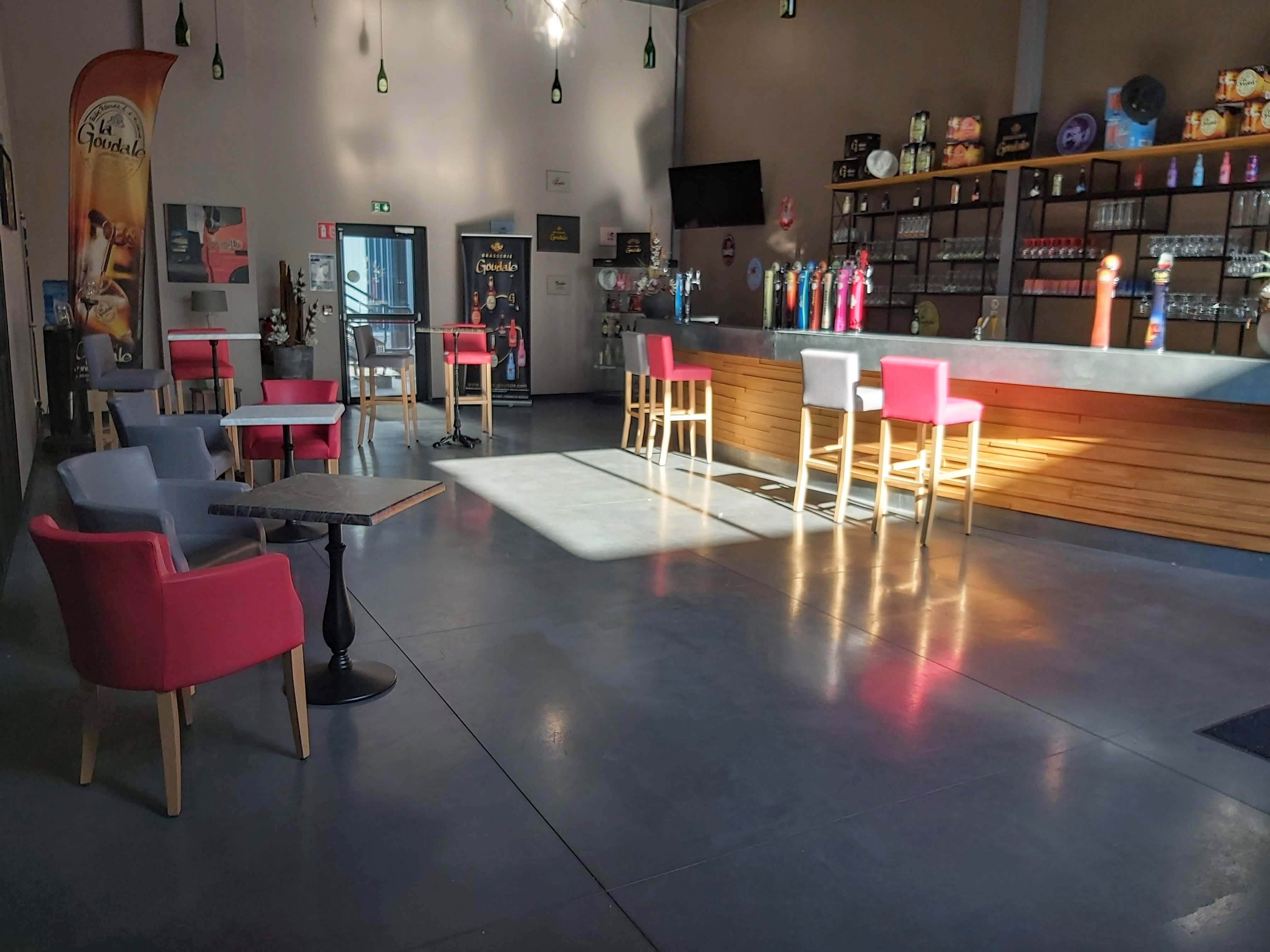
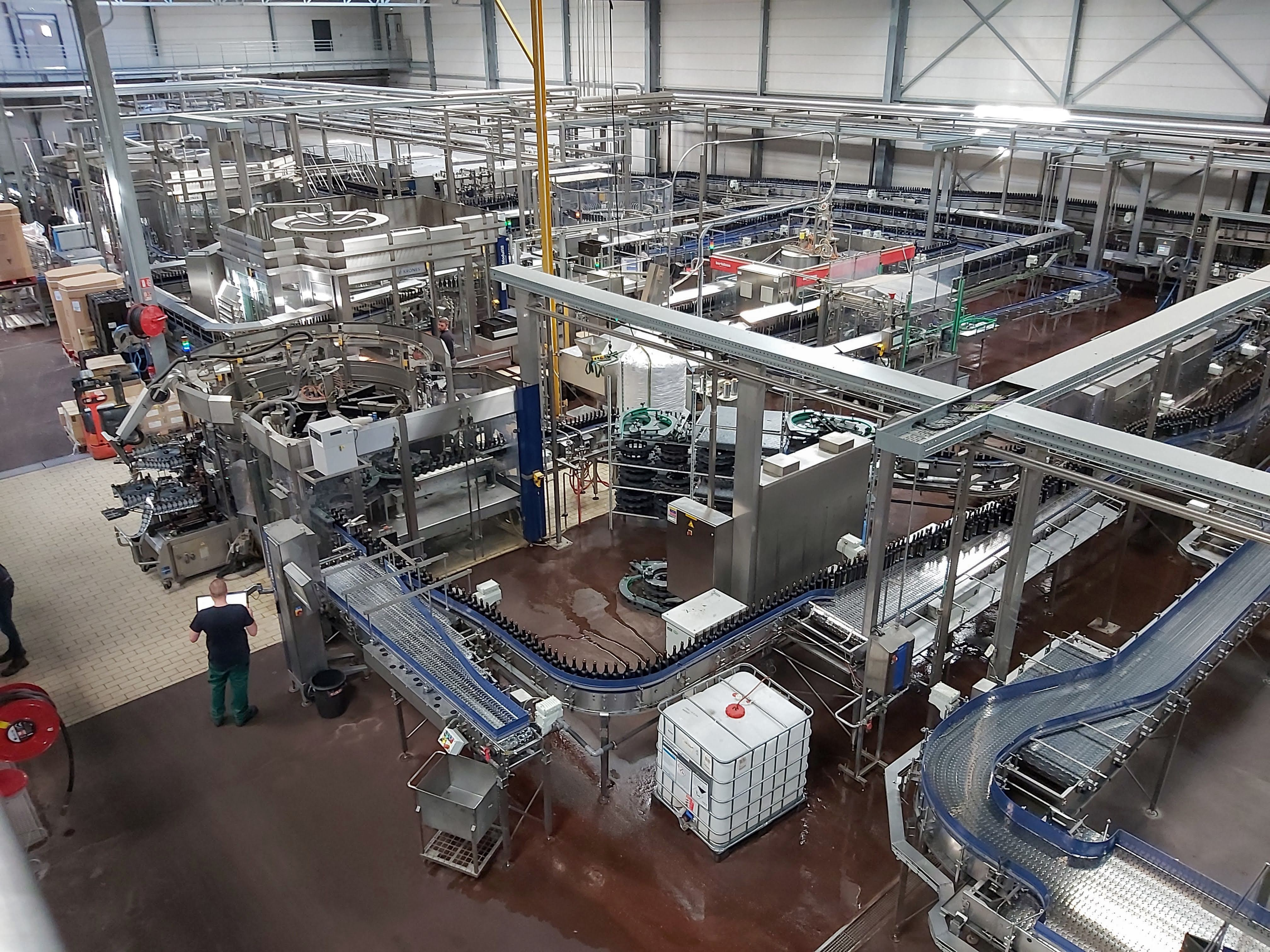